# Pardubice
Pardubice () (avant 1918, Pardubitz) est une ville de la Tchéquie, chef-lieu du district de Pardubice et capitale de la région de Pardubice. Sa population s'élevait à 92 362 habitants en 2024.
La ville est réputée pour son pain d'épices (en tchèque : perník) et son grand steeple-chase, la Velká pardubická, plus difficile et la plus prestigieuse parmi les compétitions équestres dans cette partie de l'Europe.

## Géographie
Pardubice se trouve en Bohême orientale, au confluent de l'Elbe et de la Chrudimka, à 20 km au sud de Hradec Králové et à 97 km à l'est de Prague.

## Histoire
La première mention écrite de la ville remonte à 1295, à l'occasion de la fondation par le pape Boniface VIII du monastère de l'ordre chevalier des croisés à l'étoile rouge, ainsi que l'église de Saint-Barthélemy. En 1340, Arnošt de Pardubice, premier archevêque de Prague, hérite de la cité. Parmi ses successeurs, on relève Smil Flaŝka de Pardubice, Jean de Milheim (constructeur de la chapelle de Bethleem à Prague), Victorin de Kunštát et Poděbrady, père du roi de Bohême Georges de Poděbrady.
L'apogée s'amorce en 1491, lorsque l'aristocratique famille des Pernštejn acquiert la ville. La ville s'entoure de puissants remparts. À partir de 1560, Pardubice devient résidence des rois tchèques.
L'expansion de la ville débute dans la première moitié du XIXe siècle avec la construction de la voie ferrée Prague-Pardubice-Olomouc. Dans la seconde moitié du siècle, les usines se multiplient : machines de meunerie Hübner-Opitz (1866), sucrerie (1869), brasserie (1871), l'usine de Prokop (1872), raffinerie d'huiles minérales de la société Fanto (1889), brûlerie de café de J. Franck (1897).
La diversification industrielle se poursuit après la Première Guerre mondiale, avec la chimie (usines d'explosifs Semtín, qui fabrique le Semtex), la télégraphie et plus tard l'électronique (Tesla).
Pendant la Seconde Guerre mondiale, la Résistance anti-nazie s'organise activement. C'est là que le groupe de parachutistes Silver A organise un attentat retentissant contre Reinhard Heydrich. Après cet attentat, en mai 1942, les représailles s'abattent sur la ville : en un mois, plus de 200 personnes sont exécutées au petit château. Parmi eux des habitants du village de Ležáky, entièrement brûlé et détruit.
Après la guerre, Pardubice devient en 1949 capitale de la Bohême-Orientale, et ce statut accélère la croissance de la ville.

## Pardubice aujourd'hui
Bien que Pardubice soit principalement un centre industriel et commercial, dispose d'un aéroport international et d'un nœud ferroviaire, elle bénéficie aussi d'un cadre attractif sur le plan culturel et sportif, d'une université et de plusieurs écoles professionnelles, d'un théâtre et d'une salle philharmonique.

## Population
Recensements (*) ou estimations de la population :
| 1869*  | 1880*  | 1890*  | 1900*  | 1910*  | 1921*  |
| ------ | ------ | ------ | ------ | ------ | ------ |
| 12 925 | 15 917 | 18 341 | 24 831 | 31 642 | 36 261 |

| 1930*  | 1950*  | 1961*  | 1970*  | 1980*  | 1991*  |
| ------ | ------ | ------ | ------ | ------ | ------ |
| 41 860 | 49 928 | 64 968 | 78 947 | 92 262 | 94 407 |

| 2001*  | 2011*  | 2015   | 2016   | 2017   | 2018   |
| ------ | ------ | ------ | ------ | ------ | ------ |
| 90 668 | 90 767 | 89 693 | 89 638 | 90 044 | 90 335 |

| 2019   | 2020   | 2021*  | 2022   | 2023   | 2024   |
| ------ | ------ | ------ | ------ | ------ | ------ |
| 90 688 | 91 727 | 89 619 | 88 520 | 92 149 | 92 362 |

| 2025   | - | - | - | - | - |
| ------ | - | - | - | - | - |
| 92 319 | - | - | - | - | - |

## Économie
La ville compte de nombreuses industries, dont la plus connue est PARAMO, qui bâtit sa renommée sur la fabrication des huiles minérales MOGUL et Synthesia, puis sur la fabrication du Semtex, un explosif ultra-puissant.

## Sport
Pardubice est connue pour son Steeple Chase annuel, depuis 1874, comportant entre autres le redoutable fossé de Taxis, large de 9 m, ainsi que pour sa compétition de motocross "Zlatá přilba"(Casque d'or) depuis 1929. Tous deux se déroulent en automne et permettent à la ville de se remplir de nombreux étrangers.
D'autre part, le HC Dynamo Pardubice fait partie des meilleures équipes du championnat tchèque de Hockey sur glace et la Duhová Aréna (rebaptisée ČEZ Arena) a accueilli en 2005 et 2010 la victoire de l'équipe locale en championnat national.
La ville accueille également chaque année au mois de juillet une très grande compétition d'échecs avec la présence de nombreux GMI.

## Patrimoine

### Place Pernštýn et Colonne de la Peste

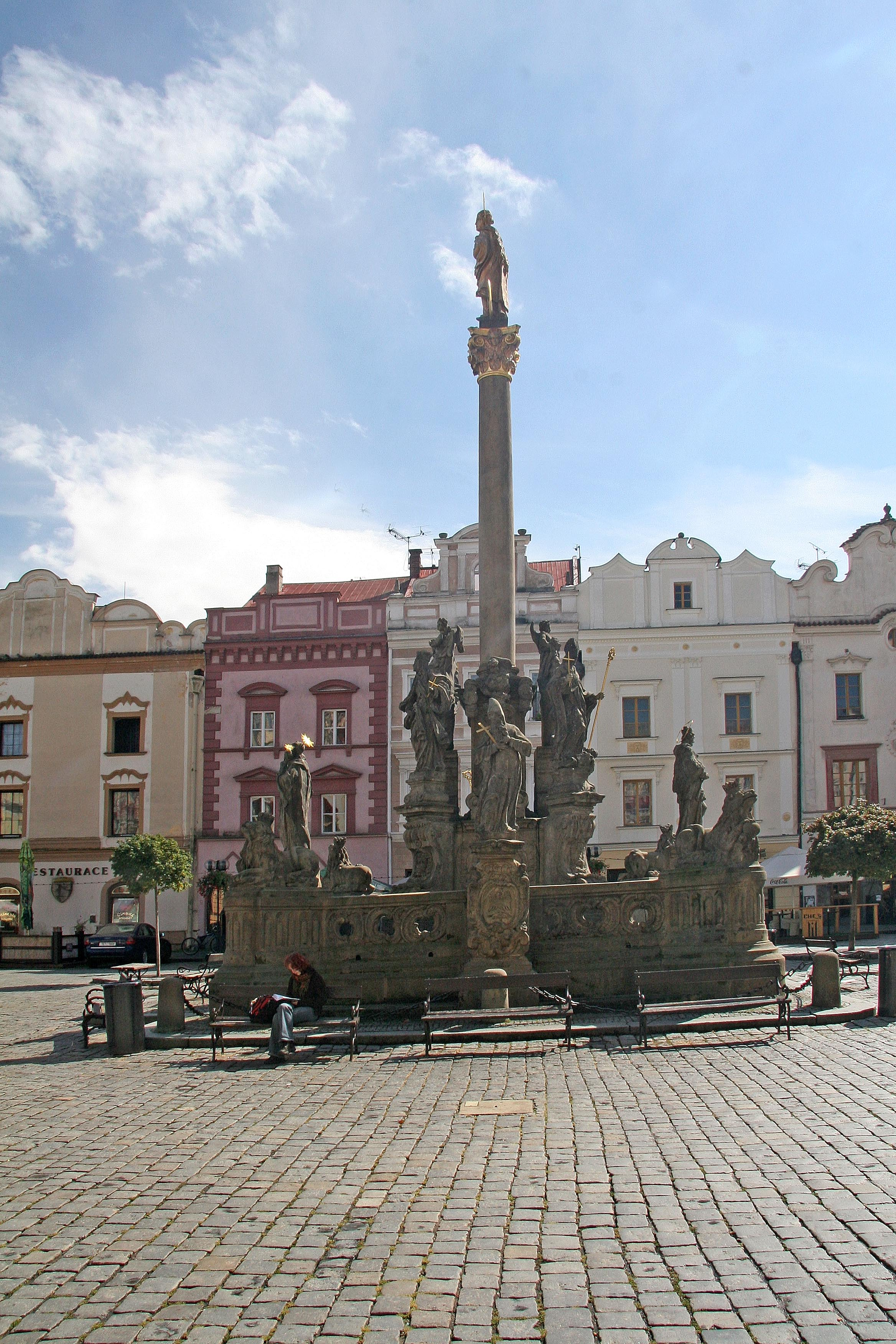
La colonne de la peste.

Guillaume de Pernštejn est à l'origine de cette place, dont il a défini lui-même la forme et l'aspect. C'est également lui qui a décidé d'embellir les façades. On peut retrouver dans les demeures du cœur historique les trois étapes architecturales de leur construction : gothique flamboyant aux embrasures de fenêtres en pierre et niches ouvragées, Renaissance avec des fenêtres en terre-cuite, baroque tardif et classique dans l'ornementation des pignons.
Au no 77, aussitôt passé le portail vert, l'actuelle bibliothèque régionale occupe un édifice typique du style gothique flamboyant. Au milieu du côté nord, c'est la mairie, édifiée dans les années 1893-1894 en style néo-Renaissance, selon les plans de J. Vejrych. C'est une façade ornée d'un relief « Jonas et la baleine » qui a valu son nom à la demeure la plus cotée de la place « Chez Jonas » (qui remonte à 1797).
Le côté sud est dominé par l'auberge du « Petit Cheval Blanc », dont l'existence est mentionnée dès 1507. Au centre de la place se dresse sur une hauteur de 6 m la colonne de la peste, sorte d'ex-voto offert à la Vierge Marie en remerciement après la fin de l'épidémie. Sa statue surmonte la colonne de style corinthien. La base est entourée d'une balustrade décorée de statues de saints tchèques.

### Le Château de Pardubice

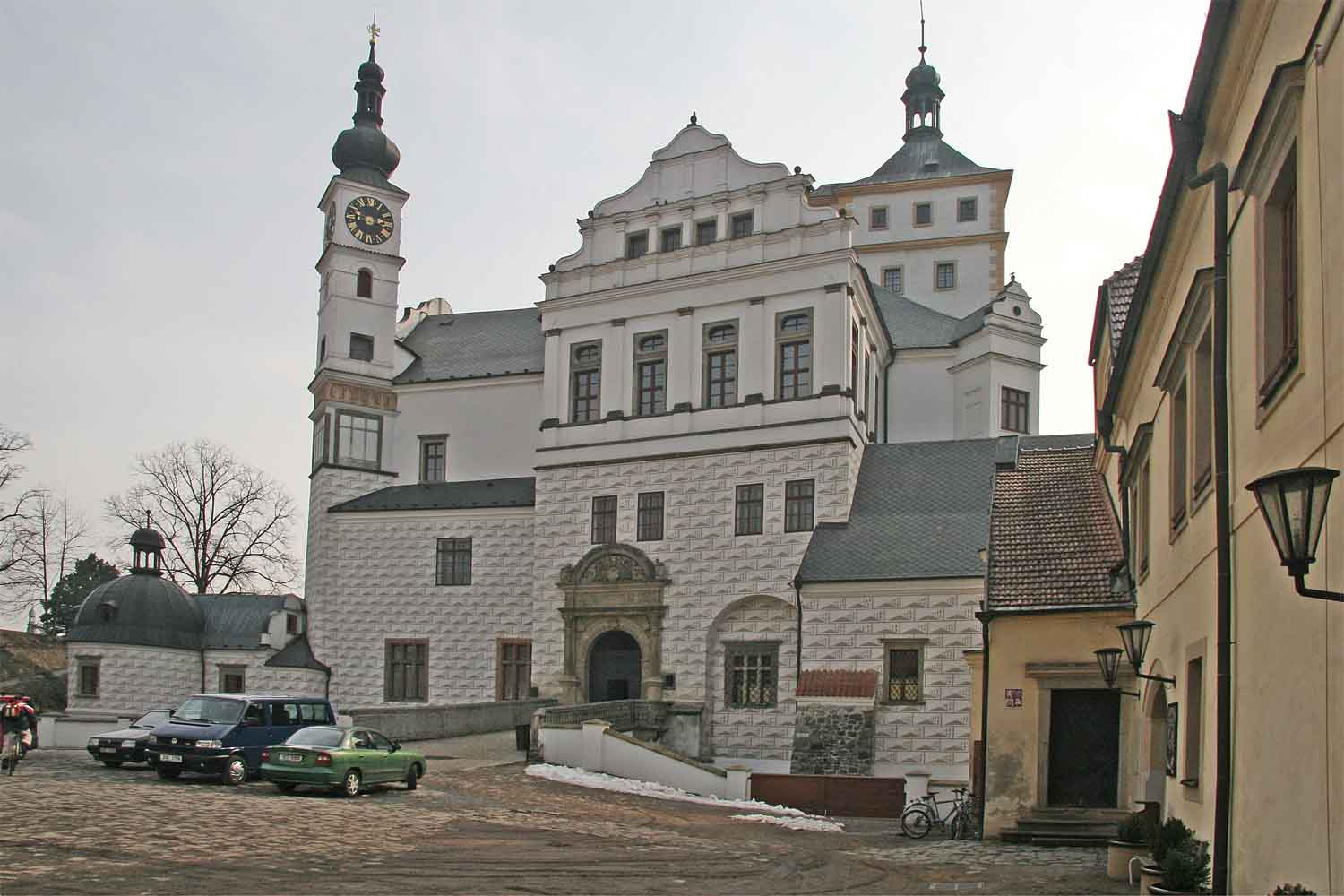

Le dispositif de fortifications qui entoure le château est très représentatif de l'architecture défensive en Europe centrale entre Gothique et Renaissance. Un Burg gothique (première moitié du XIVe siècle) en constitue le noyau.
Guillaume de Pernštejn a reconstruit cette forteresse en style gothique flamboyant. Ensuite, de 1529 à 1541, ses fils ont poursuivi son œuvre dans un style renaissance. Sous le règne des empereurs Maximilien II puis Rodolphe II, le château est réaménagé selon les plans de l'Italien Ulricco Aostalli. Une rénovation en style baroque intervient dans les années 1723–1726.
Après dix ans de restauration, le château est à nouveau accessible au public.

### Église Saint-Barthélemy

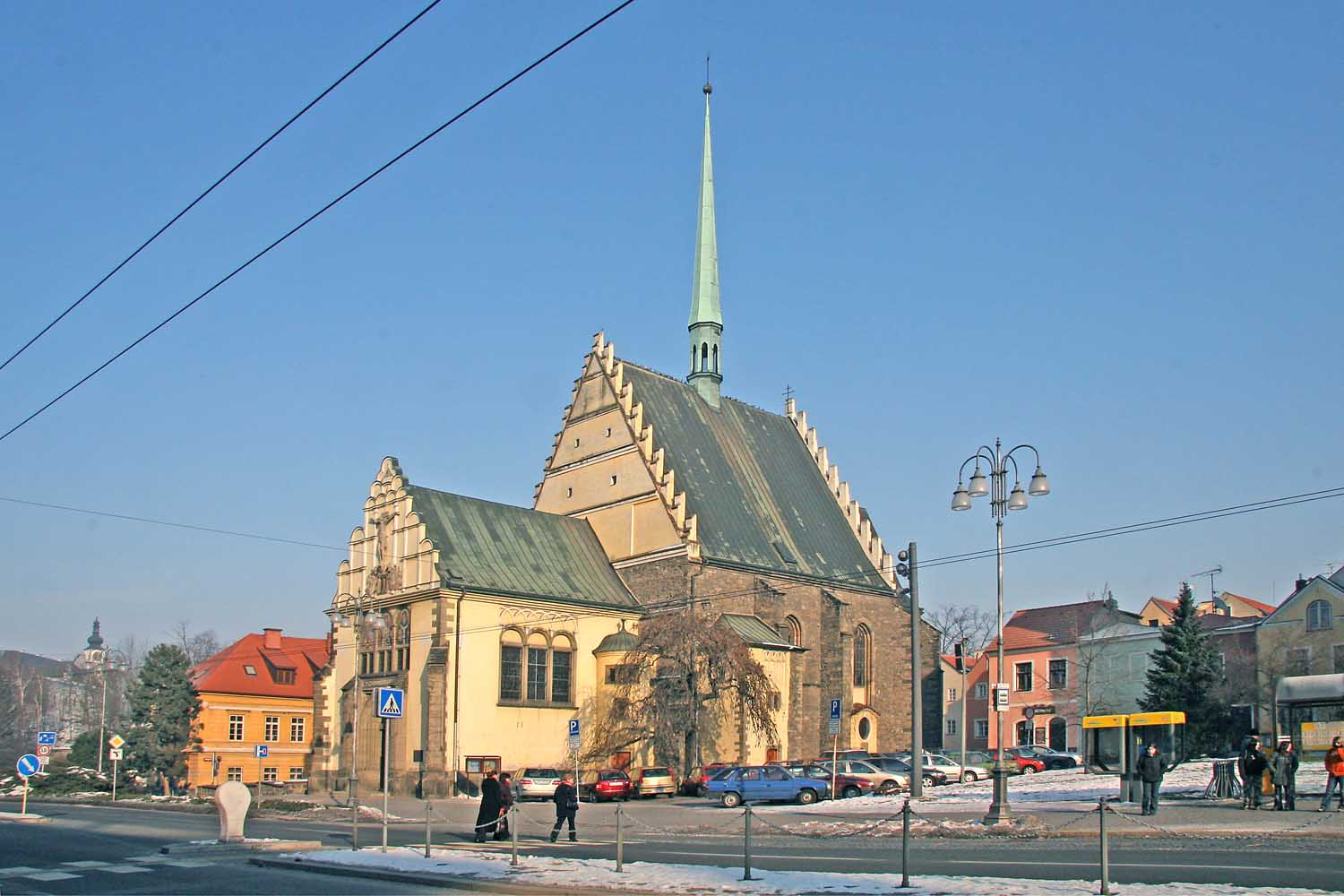
L'église Saint-Barthélemy.

Cette église occupe l'espace habité médiéval le plus ancien du centre-ville. Le monastère, qui fut fondé ici dans la seconde moitié du XIIIe siècle, ne survit pas à une attaque des hussites en 1421. L'église Saint-Barthélemy est construite entre 1507 et 1514 dans un style gothique flamboyant, et abrite les tombeaux de la famille Pernštejn. En témoigne le portail nord (1519), plus ancien vestige Renaissance de la ville, surmonté d'une inscription et des armoiries familiales. En 1912, une antichambre est adjointe à la partie occidentale de l'église, sur les plans de B. Dvořák. Le retable qui domine l'autel, œuvre de M. L. Willman, date de 1692 et représente le martyre de saint Barthélemy.

### Le portail vert et la place Perštýn

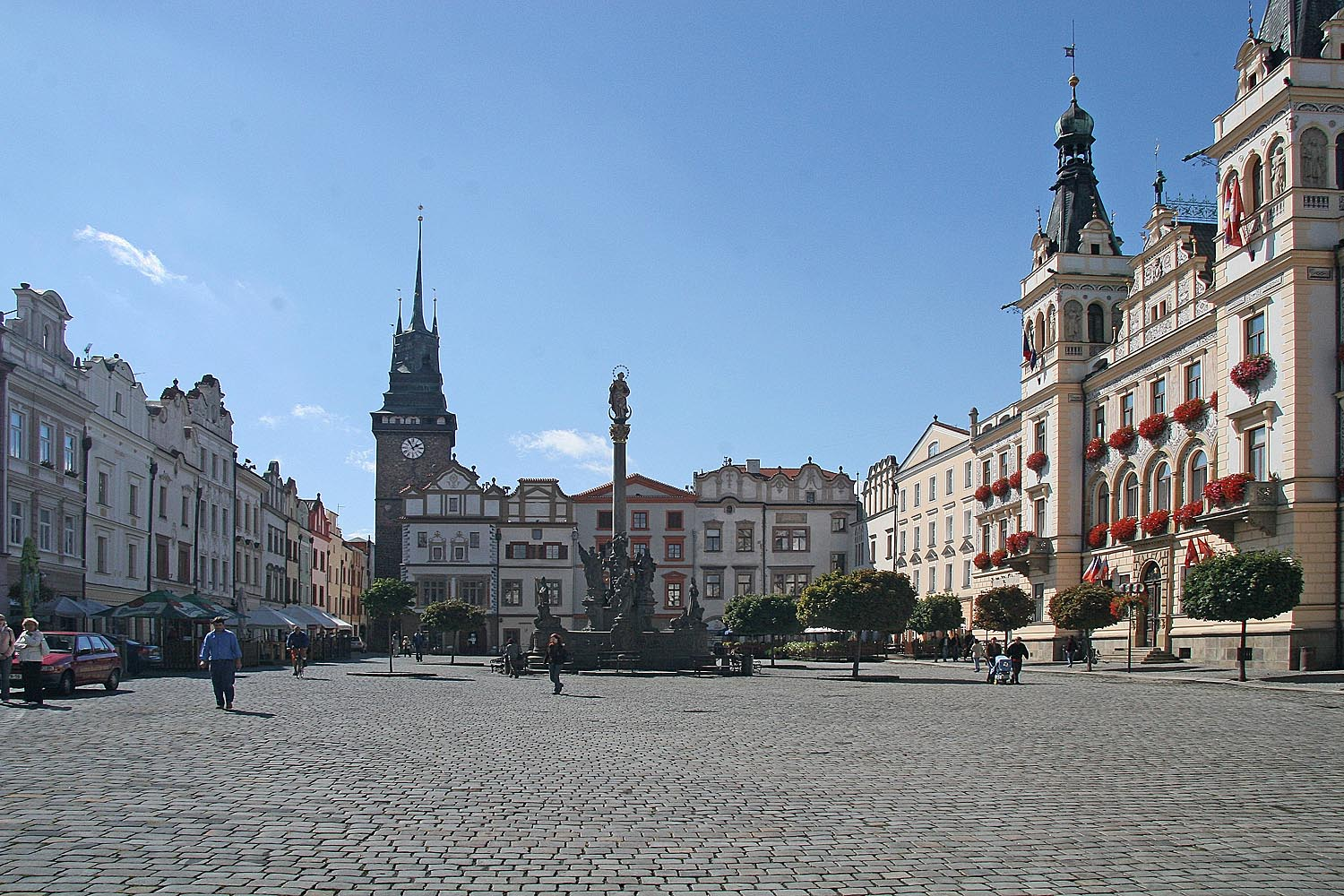
La place Perštýn et Zelená Věž

Une tour de 60 m s'ouvrant par deux portails remonte vraisemblablement à une époque antérieure aux Pernŝtyn. Après 1507, elle est réaménagée en style gothique flamboyant. Après le second incendie qui a totalement ravagé la ville en 1538, elle est rehaussée d'un tiers et le toit est couvert d'un revêtement en cuivre. La couleur verte de sa patine a valu son nom au portail précédemment nommé « Prague verte » (en raison de la sortie de ville qui se trouvait dans son axe). Le relief qui illustre la légende racontant la création du blason urbain, est l'œuvre du sculpteur B. Vlček, sur un dessin de Mikoláš Aleš. Du haut de la tour s'offre un panorama sur la ville, voire — par temps clair — sur les environs.

## Personnalités
- Jan Bulis, Jiří Crha, Dominik Hašek, Aleš Hemský, Otakar Janecký, joueurs de hockey sur glace
- Petra Kulichová, Michala Hartigová, joueuses de basket-ball
- Jiří Gruša, ancien dissident, membre de la charte 77 et directeur de l'académie de diplomatie de Vienne.
- Johann Franz Kempen (1938-2011), chevalier von Fichtenstamm, officier autrichien et fondateur de la gendarmerie.
- Božena Viková-Kunětická(1862-1934), femme politique et femme de lettres.
- Jan Tauc, physicien, inventeur du Diagramme de Tauc

## Jumelages

### Jumelages et coopérations
La ville de Pardubice est jumelée avec :
- Doetinchem (Pays-Bas)
- Merano (Italie)
- Pernik (Bulgarie)
- Rosignano Marittimo (Italie)
- Schönebeck (Allemagne)
- Selb (Allemagne)
- Skellefteå (Suède)

### Liens d'amitié
La ville entretient également d'importants liens d'amitié avec :
- East Lothian (Royaume-Uni)
- Golegã (Portugal)
- Jerez de la Frontera (Espagne)
- Sežana (Slovénie)
- Hautes Tatras (Slovaquie)
- Waregem (Belgique)